# Art Housey
Arthur Gene Housey, (nacido el 31 de enero de 1958 (67 años) en Buffalo, Nueva York) es un exjugador de baloncesto estadounidense. Con una altura de 2,08 metros ocupaba la posición de pívot. 

## Trayectoria
Formando en la Universidad de Kansas (1979-1981), fue elegido en el draft de la NBA de 1981 por los Dallas Mavericks en la tercera ronda, puesto 47, aunque no llegaría a debutar en la NBA.
Jugó en Italia antes de llegar a la liga ACB: Joventut de Badalona (1985-1986), Breogán Lugo (1986–1987) y Manresa (1987-1988).